# Winstonville
Winstonville är en kommun (town) i Bolivar County i Mississippi. Vid 2020 års folkräkning hade Winstonville 153 invånare.